# Canejan
Pour l’article homonyme, voir Canéjan.
Canejan est une commune espagnole du Val d'Aran dans la province de Lérida en Catalogne.

## Géographie

### Situation

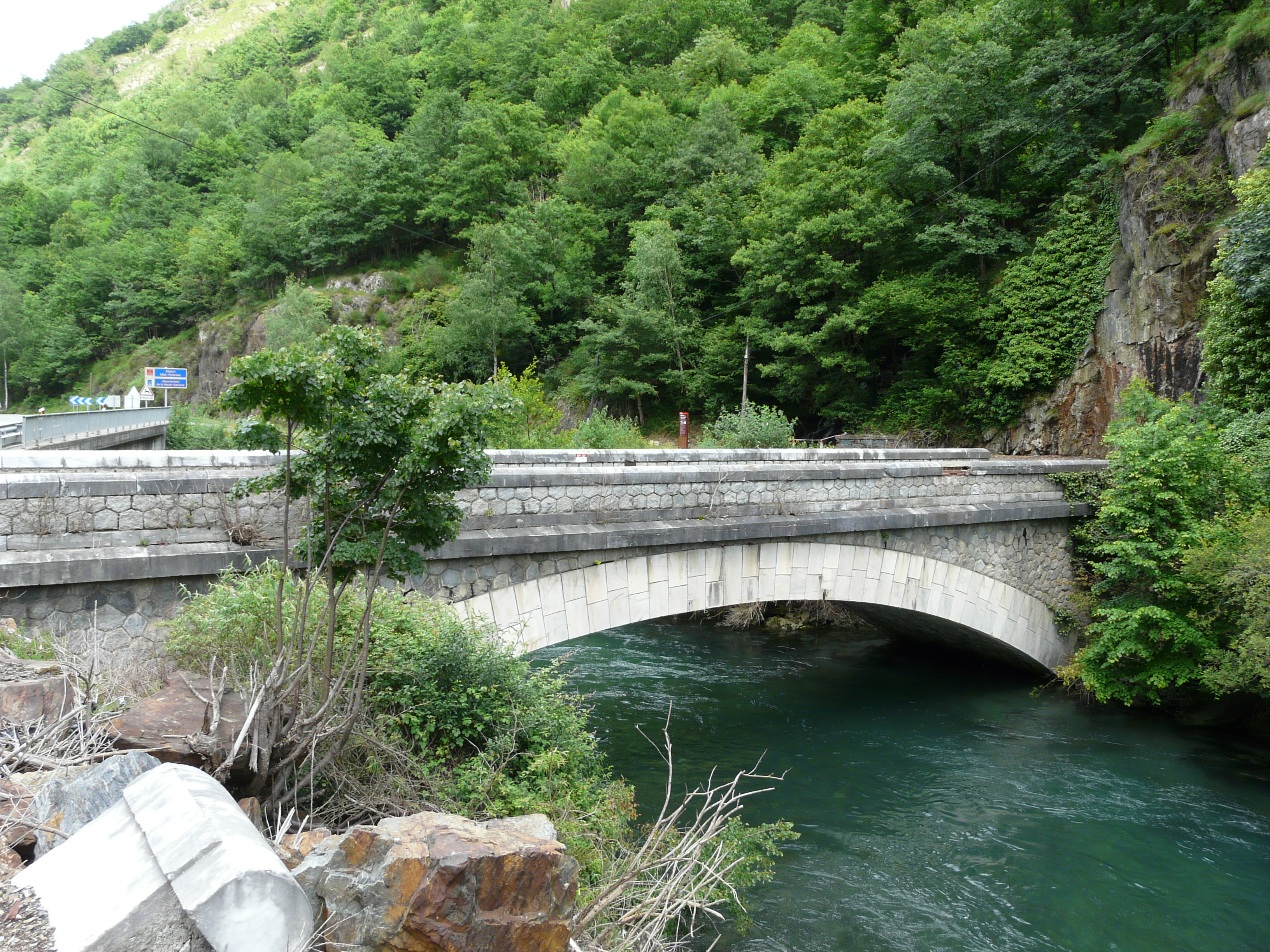
La Garonne au Pont-du-Roi.

La commune de Canejan se situe au nord du Val d'Aran, en vallée du Toran, sur la rive droite de la Garonne. Elle est limitrophe au nord de la frontière française. Elle comprend les villages et hameaux de Bordius, Campespin, Cassenhau, Moron et Era Mòla, Porcingles, Eth Pradet, Sant Joan de Toran, la plupart inhabités ou occupés seulement en période estivale.
C'est une commune d'altitude, avec 906 mètres en moyenne, située au cœur des Pyrénées.

### Communes limitrophes
Du nord-ouest à l'est en passant par le sud, Canejan est limitrophe de cinq autres municipalités aranaises. Au nord et au nord-est, elle est limitrophe de trois communes françaises des départements de la Haute-Garonne et de l'Ariège. Le pic de Crabère (ou tuc de Crabèra) matérialise un tripoint.
| Bausen  | Fos — Melles (France) | Sentein (France) |
| Les     | Canejan               | Naut Aran        |
| Vilamòs | Vielha                |                  |

## Économie

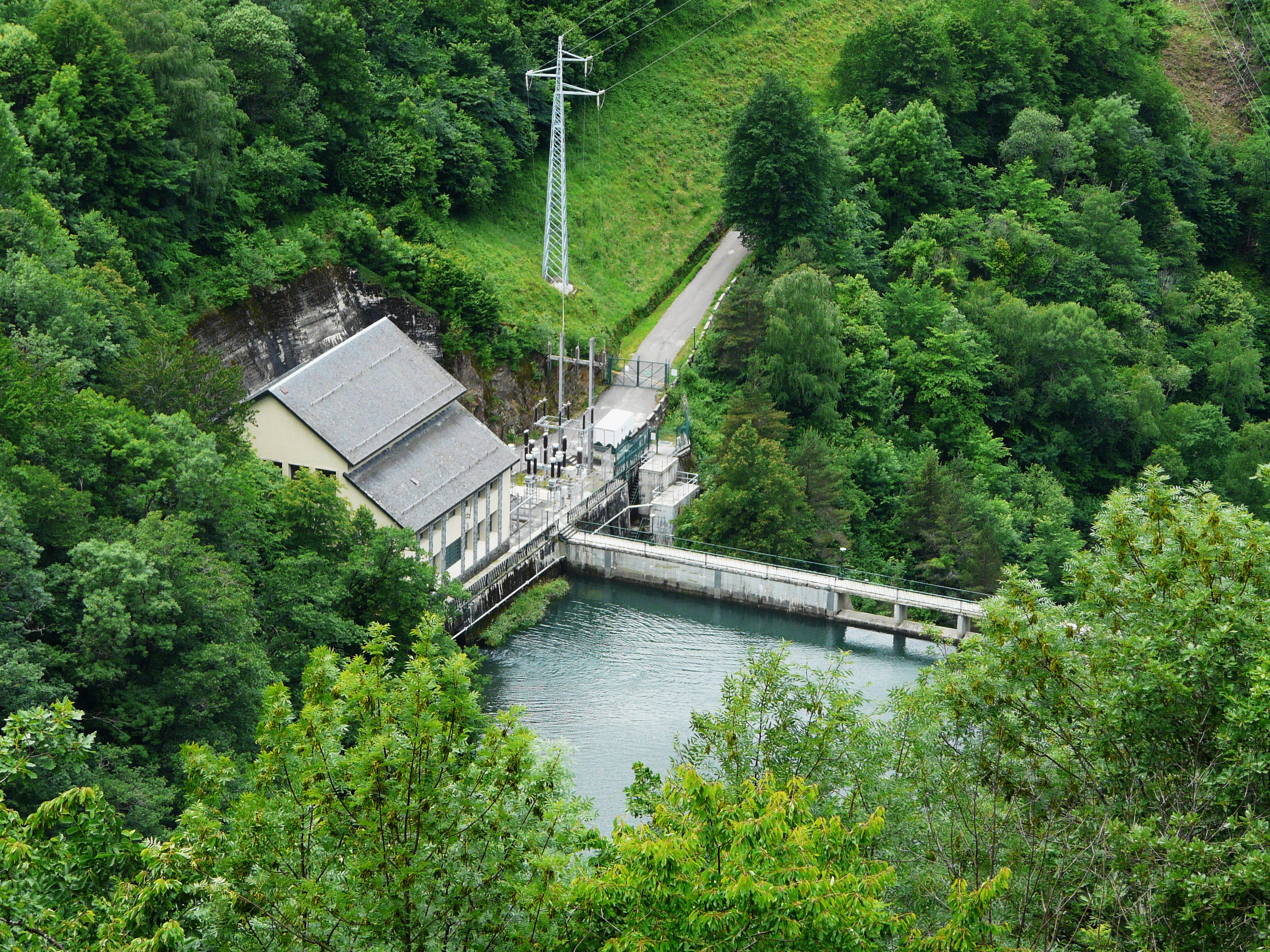
La centrale hydroélectrique sur le rio Toran.

L'économie est essentiellement pastorale (troupeaux de bovins). Il y a des gisements de blende, zinc, fer et de plomb. Deux centrales hydroélectriques fonctionnent, l'une (Pont de Rei) sur la Garonne au Pont-du-Roi, l'autre (Sant Joan de Toran) sur le Toran.

## Lieux et monuments
- Église Sant Sernilh de Canejan
- Église Sant Joan de Toran

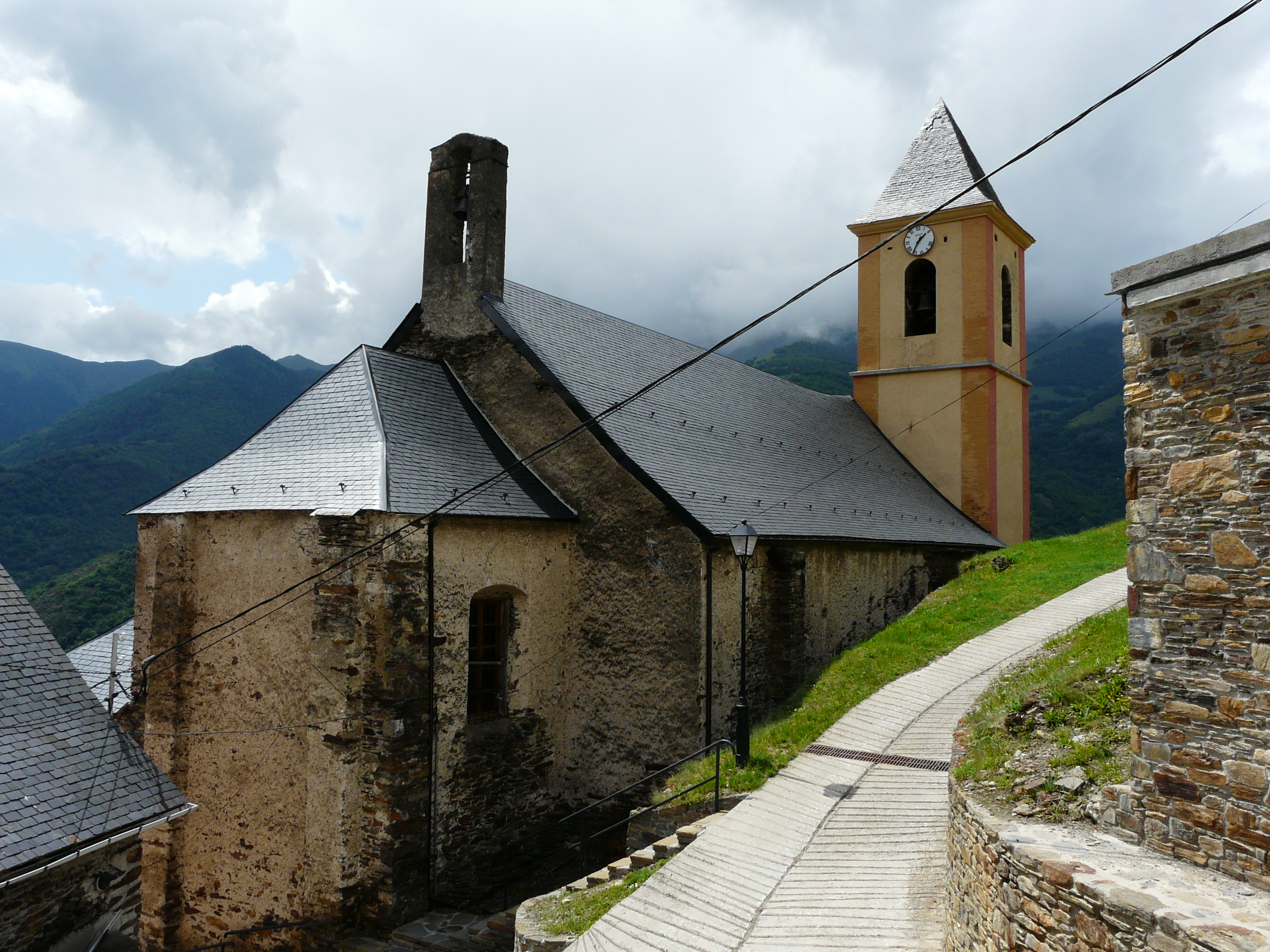
L'église Sant Sernilh.
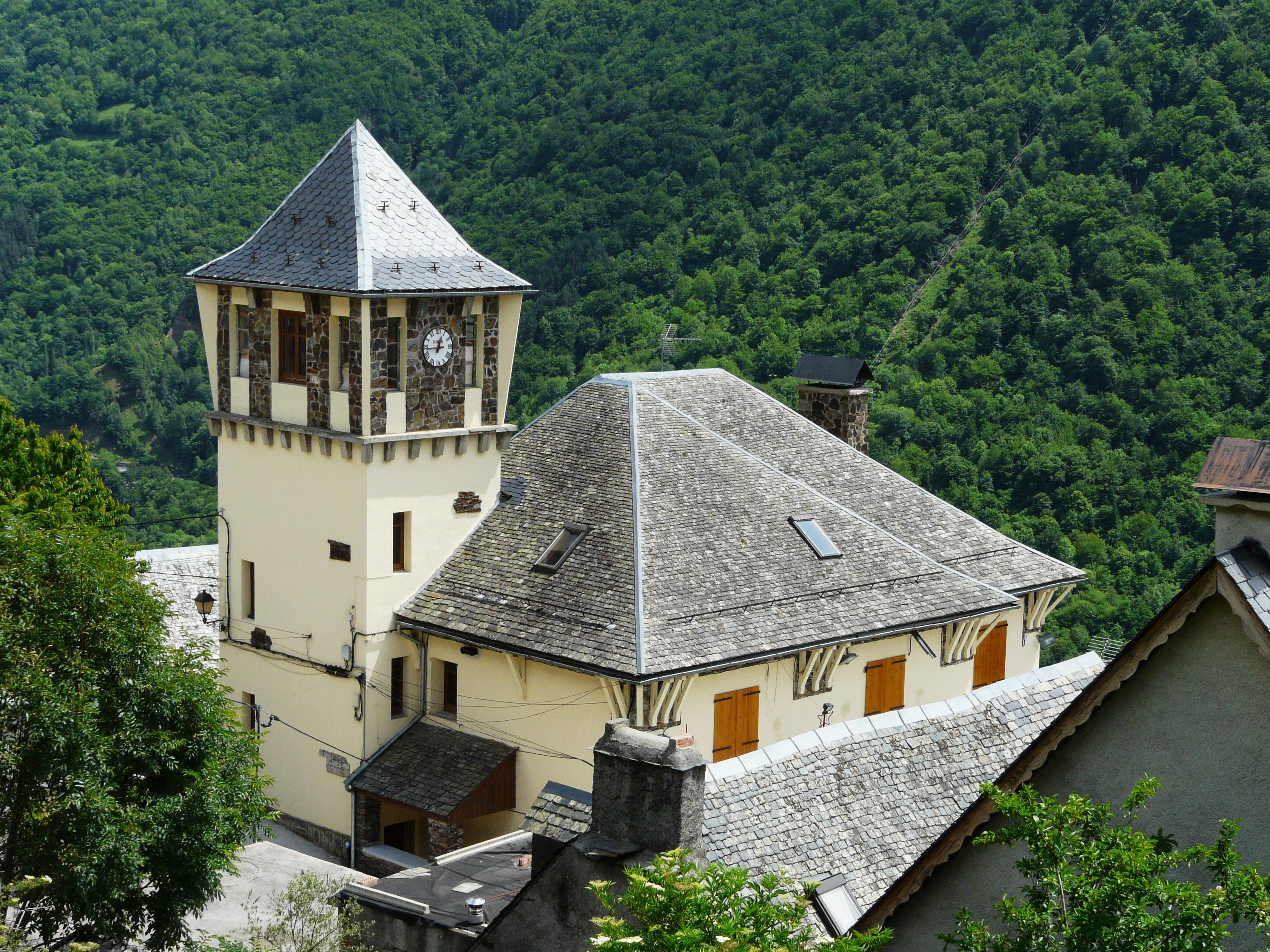
La casa consistorial (la mairie).
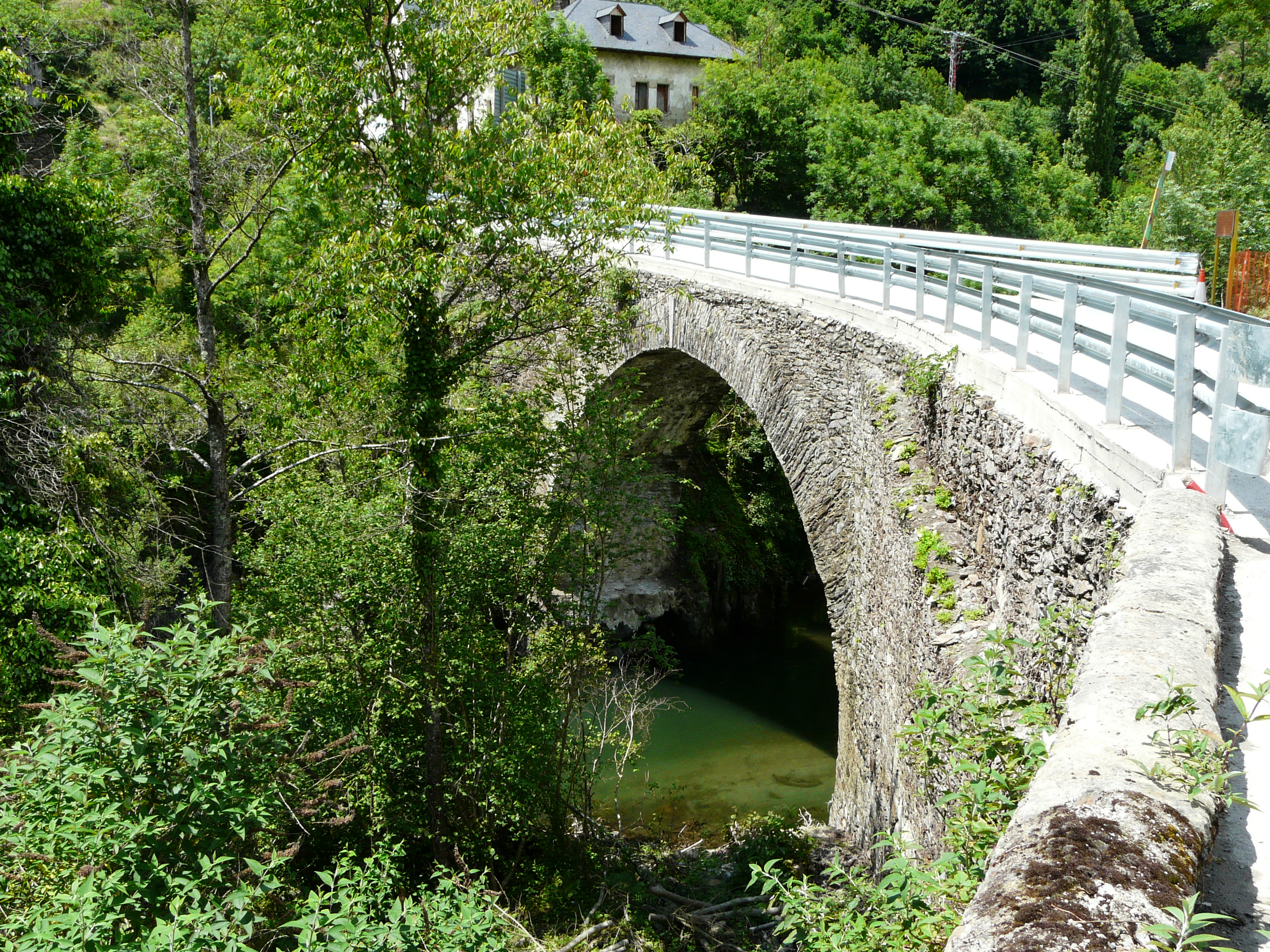
Le pont de Pontaut sur la Garonne.

## Festivités
- 29 août, fête du village de Canejan
- 8 septembre, fête du village de Sant Joan de Toran

## Jumelage
- Poggio Mirteto